# Bradley Thomas
Bradley Anthony Thomas est un homme politique britannique membre du parti conservateur qui est député de Bromsgrove depuis 2024.

## Biographie
Bradley Thomas naît dans la campagne du Worcestershire.
Avant de devenir député, Thomas est conseiller du ward de Harvington et Norton au sein du conseil de district de Wychavon. Il devient chef du conseil de 2018 à 2023, date à laquelle il annonce sa démission après sa sélection comme candidat parlementaire potentiel pour Bromsgrove.
Bradley Thomas est élu député de Bromsgrove lors des élections générales de 2024, obtenant une majorité de 3 016 voix sur Neena Gill, la candidate travailliste de la circonscription.